# Hedysarum boutignyanum
Hedysarum boutignyanum är en ärtväxtart som först beskrevs av Aimée Antoinette Camus, och fick sitt nu gällande namn av Charles d'Alleizette. Hedysarum boutignyanum ingår i släktet buskväpplingar, och familjen ärtväxter. Inga underarter finns listade i Catalogue of Life.